# Brännåsens naturreservat
Brännåsens naturreservat är ett naturreservat i Torsby kommun i Värmlands län.
Området är naturskyddat sedan 2020 och är 654 hektar stort. Reservatet ligger nordost om Torsby och består av tallskog med inslag av gran, myrar, sjöar Västra Grysjön och del av Östra Grysjön, tjärnar och vattendrag.